# Eutropio di Orange
Eutropio (Marsiglia, ... – 475) fu vescovo di Orange, in Provenza, durante il V secolo. Venerato come santo dalla Chiesa cattolica e dalla Chiesa ortodossa, è festeggiato il 27 maggio.